# تبديل (رياضة)

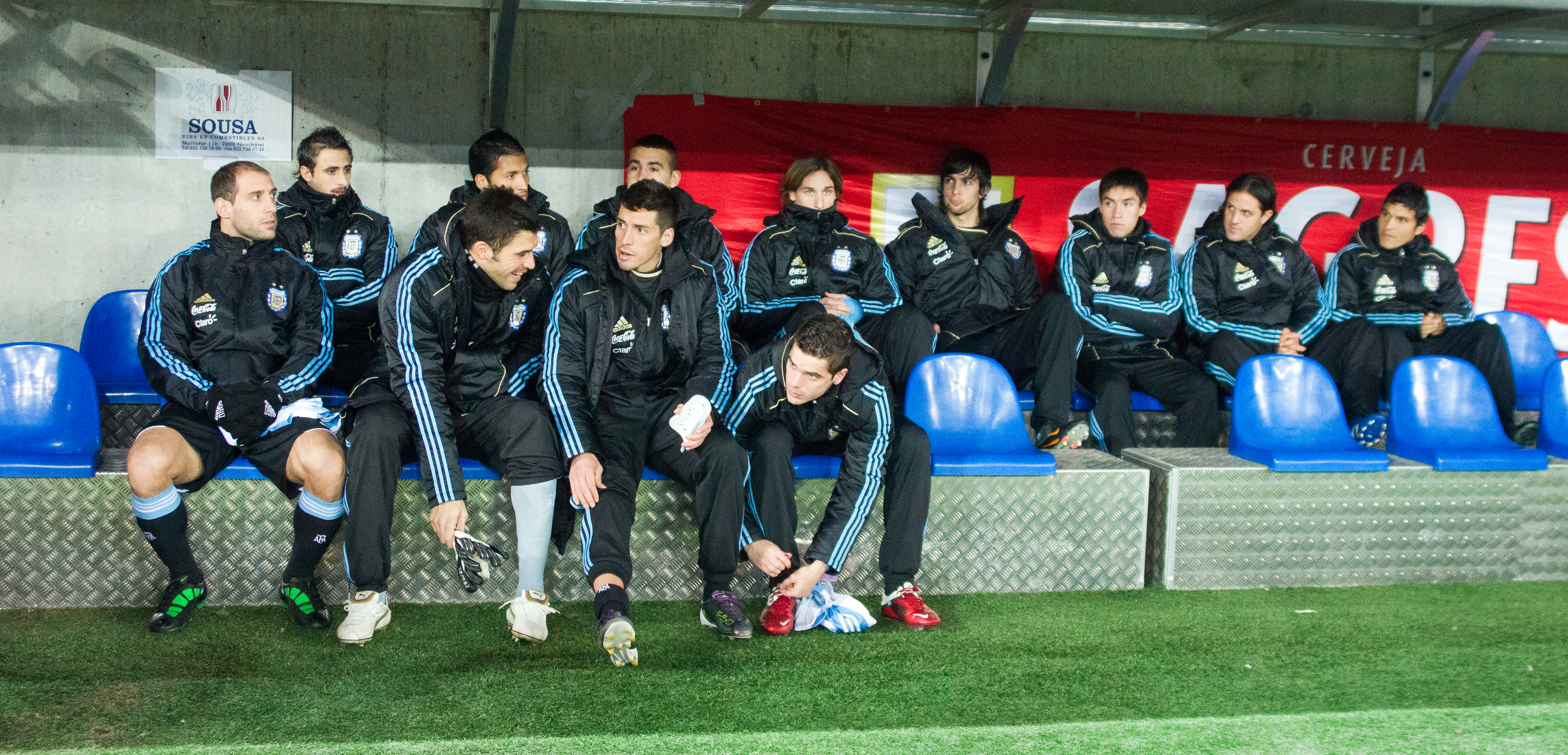
مقاعد البدلاء للأرجنتين خلال مباراتها ضد البرتغال، في 9 فبراير 2011

التبديل أو الاستبدال في الرياضات الجماعية هو إحلال لاعب محل آخر أثناء المباراة. اللاعبون البدلاء الذين ليسوا في التشكيلة الأساسية (يُعرفون أيضًا باسم لاعبي مقاعد البدلاء أو الاحتياط أو البُدلاء  أو الاحتياط) يجلسون على مقاعد البدلاء ومتاحون بدلاءً لللاعبين الأساس. يجوز في وقت لاحق من المباراة يمكن إحلال محل هذا البديل بديلًا آخر على مقاعد البدلاء.